# Escudo de armas del estado Portuguesa
El Escudo del Estado Portuguesa tiene en el centro de su parte superior un sol fondo blanco, que simboliza el sol de la Libertad, espléndido sobre nuestras llanuras, y encima de este la palabra Araure, que recuerda la célebre batalla del mismo nombre, máxima jornada de la emancipación rendida por el Libertador en tierras portugueseñas. A cada lado de esta inscripción habrá dos banderas nacionales que simbolizarán el espíritu patriótico de los hijos de Portuguesa y sus sacrificios por la causa de la independencia.
Se compone de cuatro cuarteles:
- El cuartel de la parte superior izquierda es verde y contiene un manojo de mieses como símbolo de unión y prosperidad.
- El cuartel de la parte superior derecha es amarillo y contiene una cabeza de toro que simboliza la riqueza pecuaria del estado.
- El cuartel de la parte inferior izquierda es rojo y contiene un velero que simboliza la navegación de nuestros ríos.
- El cuartel de la parte inferior derecha es azul y contiene una rama de lirio entrelazada a un pico encavado como símbolo de la belleza de nuestras pampas, unida a la labor agrícola de sus hijos.

A los lados izquierdo y derecho del escudo tendrá una garza, con una pata en firme y la otra sobre los cuarteles en actitud de pesca, en esta ave se simbolizará la riqueza plumífera del Estado, en la parte inferior del escudo sobre una cinta ondeada de color azul, aparecerán separadas artísticamente la siguiente frase: "Honor y Gloria - 5 de diciembre de 1813 - Los cuales significan la fecha en que se llevó a cabo la Batalla de Araure y los Laureles, cedidos por esta tierra con tal motivo.

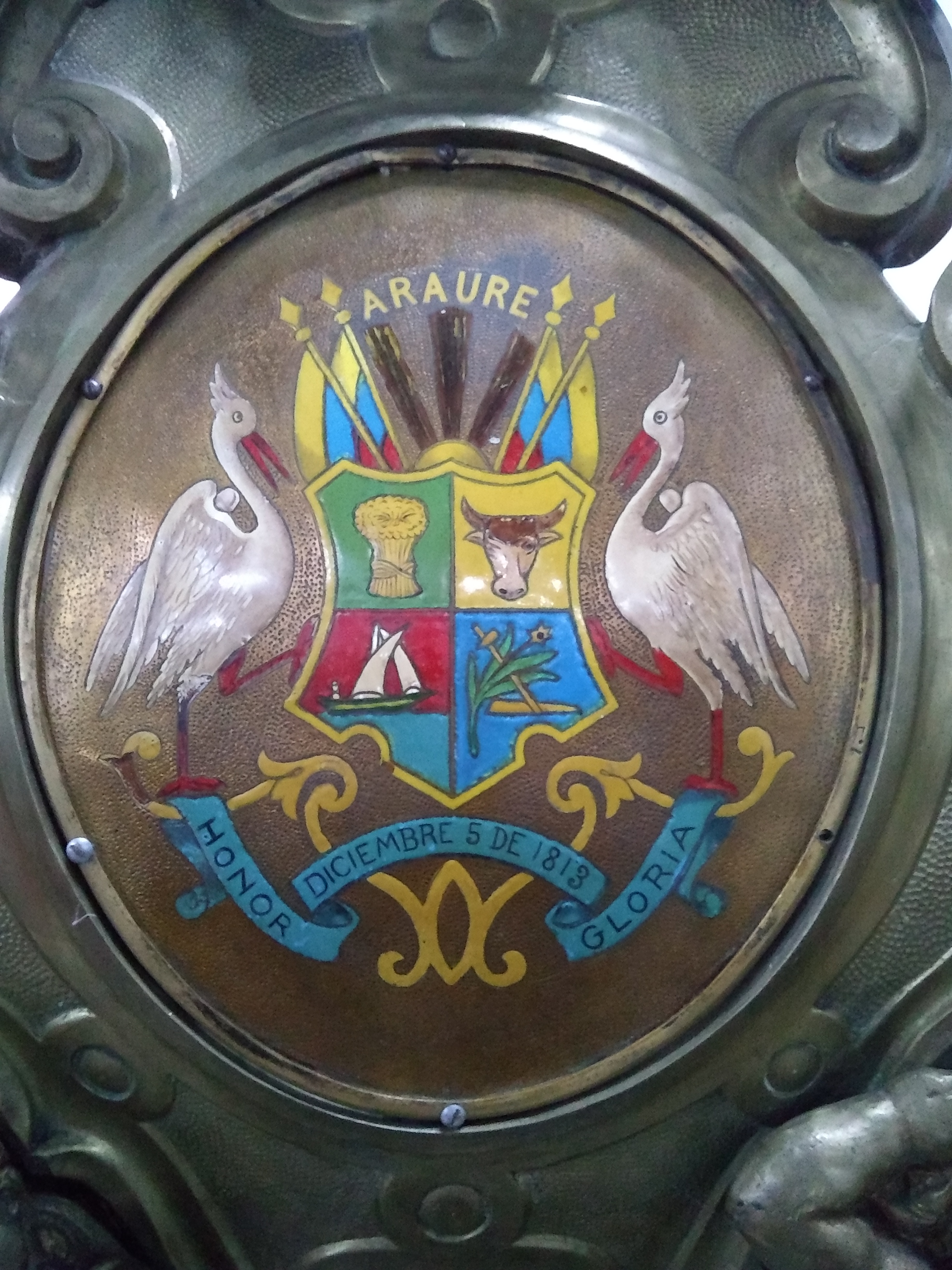
Escudo de Armas del Estado Portuguesa.

Fue dibujado por Diego Antonio Blanco en 1911. El 31 de julio de 1948 se promulga la Ley de Escudo e Himno del estado Portuguesa. Publicada en la Gaceta Oficinal del estado Portuguesa, Número Extraordinario, 15 de agosto de 1948.
- Datos: Q5838449